# Pseudomyrmex coruscus
Pseudomyrmex coruscus är en myrart som beskrevs av Ward 1992. Pseudomyrmex coruscus ingår i släktet Pseudomyrmex och familjen myror. Inga underarter finns listade i Catalogue of Life.